# 44570 Yuribeletsky
44570 Yuribeletsky este o planetă minoră (asteroid), cu un diametru de 4,903 km, din centura de asteroizi. A fost descoperită pe 16 martie 1999 la Caussols de OCA-DLR Asteroid Survey⁠(d). 
Obiectul prezintă o orbită caracterizată de o semiaxă mare de 2,6985168468888 UAi, o excentricitate de 0,14139690064876, o înclinație de 12,726182087183 ° în raport cu ecliptica.